# 마르뜨 멜롯

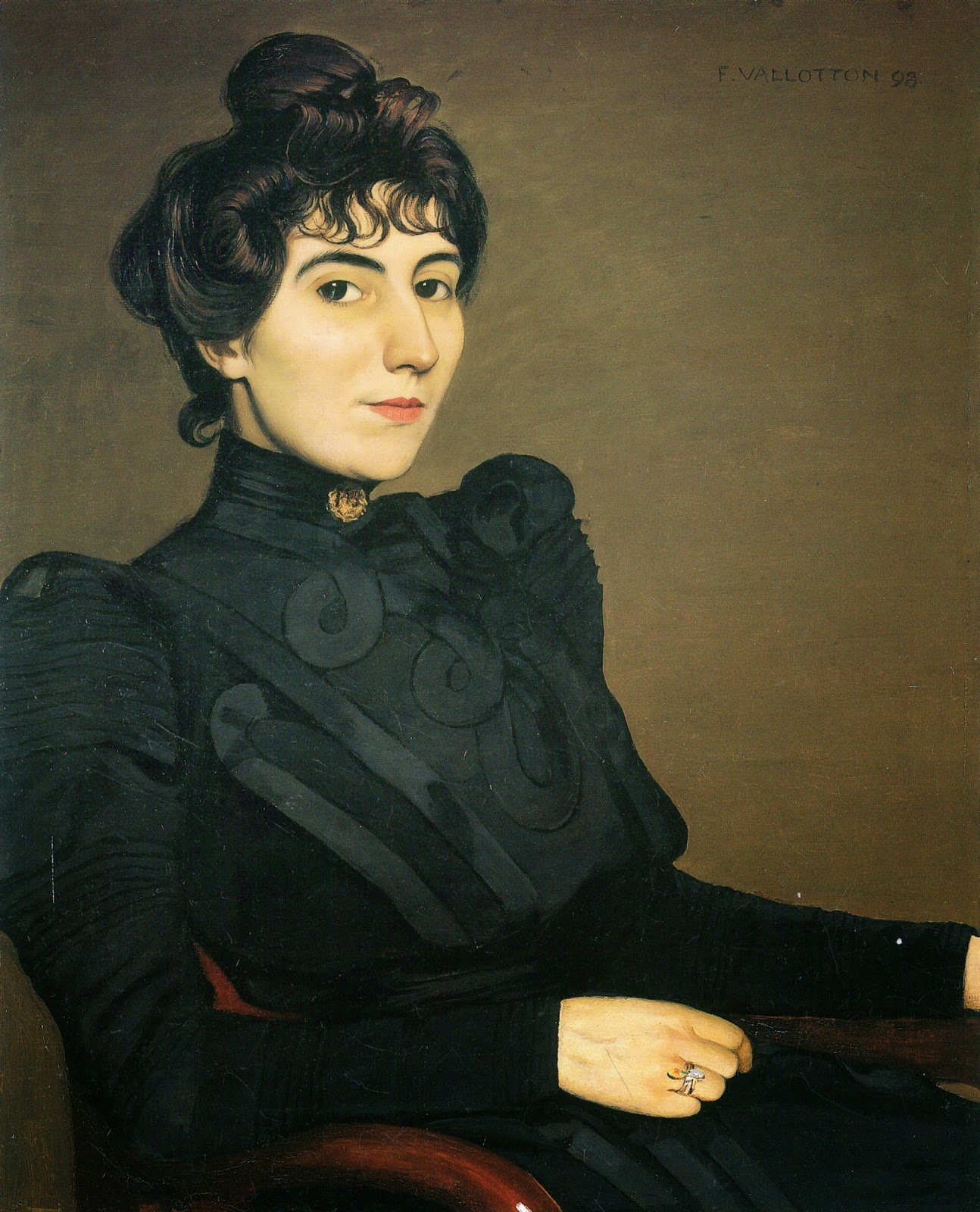

마르뜨 멜롯(Marthe Mellot, 1870년 2월 16일 ~ 1947년 8월 13일)은 프랑스의 배우이다.
콘쿠르쉬르루아르에서 태어났으며 파리 14구에서 사망하였다.

## 영화
- 앙트완과 앙트와네트 (1947년)
- 나이팅게일의 새장 (1945년)
- 창살 없는 감옥 (1938년)
- 마지막 백만장자 (1934년)
- 보바리 부인 (1933년)